# Silviu Balaure
Silviu Nicolae Balaure (Drobeta-Turnu Severin, 6 febbraio 1996) è un calciatore rumeno, centrocampista dell'Hermannstadt.

## Palmarès

### Club

#### Competizioni nazionali
- Supercoppa di Romania: 1

Astra Giurgiu: 2016